# Janusz Wojnarowicz
Janusz Wojnarowicz (* 14. dubna 1980 Tychy) je bývalý polský zápasník–judista.

## Sportovní kariéra
S judem začal v 15 letech v Katovicích na policejní střední škole. Vrcholově se připravoval se v hornickém klubu Czarni v Bytůni. V polské seniorské reprezentaci se pohyboval od roku 1999. Patřil k nejmohutnějším těžkým vahám v Evropě. Jeho váha sahala v některém období k 200 kg. Od roku 2001 převzal od Rafała Kubackého pozici reprezentační jedničky v těžké váze. V roce 2004 krátce o svoji pozici přišel na úkor Grzegorze Eitela a nebyl nominován na olympijské hry v Athénách. V roce 2008 si pozici udržel a startoval na olympijských hrách v Pekingu, kde vypadl ve druhém kole v prodloužení z Uzbekem Abdullo Tangrievem. V roce 2012 se přímo kvalifikoval na olympijské hry v Londýně, ale olympijský los mu nepřál. V úvodním kole nestačil na Francouze Teddy Rinera. Sportovní kariéru ukončil v roce 2013.

## Výsledky

### Váhové kategorie
| Turnaj             | 1998       | 1999       | 2000       | 2001       | 2002       | 2003       | 2004       | 2005       | 2006       | 2007       | 2008       | 2009       | 2010       | 2011       | 2012       | 2013       |
| Turnaj             | 18         | 19         | 20         | 21         | 22         | 23         | 24         | 25         | 26         | 27         | 28         | 29         | 30         | 31         | 32         | 33         |
| Turnaj             | těžká váha | těžká váha | těžká váha | těžká váha | těžká váha | těžká váha | těžká váha | těžká váha | těžká váha | těžká váha | těžká váha | těžká váha | těžká váha | těžká váha | těžká váha | těžká váha |
| ------------------ | ---------- | ---------- | ---------- | ---------- | ---------- | ---------- | ---------- | ---------- | ---------- | ---------- | ---------- | ---------- | ---------- | ---------- | ---------- | ---------- |
| Olympijské hry     |            |            | —          |            |            |            | —          |            |            |            | úč.        |            |            |            | úč.        |            |
| Mistrovství světa  |            | —          |            | úč.        |            | 7.         |            | úč.        |            | úč.        |            | úč.        | úč.        | —          |            | —          |
| Mistrovství Evropy | —          | —          | úč.        | úč.        | 3.         | 7.         | —          | 2.         | 2.         | —          | 7.         | 5.         | 3.         | 3.         | 3.         | úč.        |
| MS juniorů         | —          |            |            |            |            |            |            |            |            |            |            |            |            |            |            |            |
| ME juniorů         | úč.        | —          |            |            |            |            |            |            |            |            |            |            |            |            |            |            |

### Bez rozdílu vah
| Mistrovství světa  |   | — |   | úč. |    | 7. |     | úč. |   | úč. | 5. |  | úč. | — |  |  |
| Mistrovství Evropy | — | — | — | úč. | 7. | 7. | úč. | —   | — | úč. |    |  |     |   |  |  |